# Martin Padar
Martin Padar (* 4. dubna 1979 Tallinn, Sovětský svaz) je bývalý reprezentant Estonska v judu.

## Sportovní kariéra
Jeho dlouholetým trenérem byl Aavo Põhjala. Celou svojí kariéru patřil mezi deset nejlepších judistů v těžké váze v Evropě. Při dobrém nalosování a formě z toho byly i stupně vítězů. Ve světě však svoji roli nepotvrzoval. Dlouhá léta byl dvojkou i doma v Estonsku. Indrek Pertelson ho do jeho těžké váhy nepouštěl a tak musel hubnout do polotěžké váhy. Ta mu však s přibývajícími roky začala být těsná. Na olympijskou účast si tak musel počkat do svých 29 let. Na olympijských hrách v Pekingu v roce 2008 vypadl ve druhém kole. V dalších letech těžil ze svých zkušeností a bez větších potíží si zajistil účast na olympijských hrách v Londýně v roce 2012. Formu však nevyladil a vypadl v prvním kole. V roce 2014 již neměl výkonnost a postupně se vrcholovým judem rozloučil. Věnuje se trenérské a masérské práci.

## Výsledky

### Váhové kategorie
| Turnaj             | 1995       | 1996       | 1997       | 1998           | 1999           | 2000           | 2001           | 2002           | 2003       | 2004       | 2005       | 2006       | 2007       | 2008       | 2009       | 2010       | 2011       | 2012       | 2013       |
| Turnaj             | 16         | 17         | 18         | 19             | 20             | 21             | 22             | 23             | 24         | 25         | 26         | 27         | 28         | 29         | 30         | 31         | 32         | 33         | 34         |
| Turnaj             | těžká váha | těžká váha | těžká váha | polotěžká váha | polotěžká váha | polotěžká váha | polotěžká váha | polotěžká váha | těžká váha | těžká váha | těžká váha | těžká váha | těžká váha | těžká váha | těžká váha | těžká váha | těžká váha | těžká váha | těžká váha |
| ------------------ | ---------- | ---------- | ---------- | -------------- | -------------- | -------------- | -------------- | -------------- | ---------- | ---------- | ---------- | ---------- | ---------- | ---------- | ---------- | ---------- | ---------- | ---------- | ---------- |
| Olympijské hry     |            | —          |            |                |                | —              |                |                |            | —          |            |            |            | úč.        |            |            |            | úč.        |            |
| Mistrovství světa  | —          |            | —          |                | úč.            |                | úč.            |                | —          |            | úč.        |            | úč.        |            | 5.         | úč.        | úč.        |            | úč.        |
| Mistrovství Evropy | —          | —          | —          | —              | úč.            | úč.            | —              | 2.             | 5.         | —          | 7.         | 5.         | úč.        | úč.        | 1.         | —          | 3.         | úč.        | úč.        |
| MS juniorů         |            | úč.        |            | 3.             |                |                |                |                |            |            |            |            |            |            |            |            |            |            |            |
| ME juniorů         | úč.        | úč.        | úč.        | 5.             |                |                |                |                |            |            |            |            |            |            |            |            |            |            |            |

### Bez rozdílu vah
| Turnaj             | 1995 | 1996 | 1997 | 1998 | 1999 | 2000 | 2001 | 2002 | 2003 | 2004 | 2005 | 2006 | 2007 | 2008 | 2009 | 2010 | 2011 | 2012 | 2013 |
| Turnaj             | 16   | 17   | 18   | 19   | 20   | 21   | 22   | 23   | 24   | 25   | 26   | 27   | 28   | 29   | 30   | 31   | 32   | 33   | 34   |
| ------------------ | ---- | ---- | ---- | ---- | ---- | ---- | ---- | ---- | ---- | ---- | ---- | ---- | ---- | ---- | ---- | ---- | ---- | ---- | ---- |
| Mistrovství světa  | —    |      | —    |      | —    |      | úč.  |      | —    |      | 7.   |      | —    | úč.  |      | úč.  | —    |      |      |
| Mistrovství Evropy | —    | —    | —    | —    | úč.  | úč.  | —    | —    | úč.  | úč.  | 3.   | 3.   | 3.   |      |      |      |      |      |      |